# Казалена (Асколи Пичено)
Казалена (итал. Casalena) насеље је у Италији у округу Асколи Пичено, региону Марке.
Према процени из 2011. у насељу је живело 8 становника. Насеље се налази на надморској висини од 461 м.